# محرك نفاث تضاغطي

أنواع النفاثات a نفاث عنفي b نفاث تضاغطي c نفاث فرطي

المحرك النفاث التضاغطي أو النفاث الضغاطي محرك نفاث مستنشق للهواء [الإنجليزية]، يستغل سرعة المركبة لضغط الهواء الداخل كبسيا (c , b)(لا عنفيا (a) انظر الشكل) إلى غرفة الاشتعال زعانف سمكة . أي أنه غير مزود بضغاط ميكانيكي للهواء. يتكون من مجرى هوائي مفتوح من الجانبين، فيه يدفع الهواء اللازم للاحتراق فينضغط بفعل الحركة الأمامية للمحرك أو المركبة، ثم يمر الهواء خلال ناشرة، ويختلط بالوقود المحقون ويحترق، فتندفع غازات العادم من الفتحة الخلفية على شكل نفاث. يبدأ تشغيل المحرك التضاغطي النفاث عند وصول سرعة المركبة (وبالتالي المحرك) إلى سرعة قريبة من سرعة الصوت بواسطة إما بواسطة طائرة تحمله تطير بسرعة الصوت أو بواسطة صاروخ حامل، وتنطلق المركبة النفاثة التضاغطية من أحد تلك الحوامل. يستخدم المحرك النفاث التضاغطي في طائرات تجريبية فائقة السرعة وغير مأهولة، فتصل سرعاتها إلى 9 أو 11 ماخ .
يستلزم عمله سير المركبة بسرعة عالية تفوق سرعة الصوت، فلا حاجة لوجود ضاغط عنفي ويستغل بدلا عنه سرعة المركبة، ويصمم مدخل الهواء بشكل يسمح بإبطاء وضغط الهواء. وتوضع في ذات الغلاف متكاملة مع المحرك النفاث العنفي. كما دمجت في صواريخ أرض-جو وصواريخ جو-أرض. سرعة النفاث التضاغطي محدودة بسرعة 6 ماخ، عندها ترتفع درجة حرارة حجرة الاحتراق إلى حد تتحلل عنده نواتج الاحتراق (الماء).
يعد أبسط أنواع المحركات النفاثة لأنه لا يحتوي أجزاء متحركة [الإنجليزية] بل يتألف أساساً من أنبوب طويل، ولذا يسمى أحياناً المَصْرِف الطّائر. ويَعْمَلُ وسط الأنبوب كحجرة احتراق، ونهايته كفوهة نفث. وفي أثناء انطلاقه يُدْفَعُ الهواء إلى حُجْرَة الاحتراق حيث يحقن الوقود، وباحتراق الوقود المًحْقُون في الهواء المُنْدَفِع تنتج غازاتٌ ساخنةٌ تنفلت من المنفث بسرعة أعلى من سرعة الهواء الداخل، وهذا يُنْتِجُ قوة دفع تجعل الأنبوب النَّفّاث يَنْطَلِقُ. فالنفاث التضاغطي يعمل فقط حينما يكون هو نفسه مُنْطَلِقاً بسرعة.

## أمثلة
- غريفون 2 سنة 1959م سرعتها 1640 كم/س